# Màrtirs de la Revolució Constitucionalista de 1932
Els màrtirs de la Revolució Constitucionalista de 1932 foren quatre víctimes mortals de la manifestació que va tenir lloc el 23 de maig de 1932 a São Paulo contra les polítiques del President del Brasil, Getúlio Vargas. Els seus noms eren Mário Martins de Almeida, Euclides Miragaia, Dráusio Marcondes de Sousa i Antônio Américo Camargo de Andrade. La seva mort va esperonar el moviment constitucionalista, opositor de Vargas, que setmanes després va dur l'estat paulista a agafar les armes en la Revolució Constitucionalista.

## Antecedents
A inicis del segle xx, els estats de São Paulo i Minas Gerais -motors econòmics del Brasil - van pactar repartir-se per torns la presidència del país, el que es va conèixer com la política del cafè amb llet. L'acord va mantenir-se durant les tres primeres dècades d'aquell segle, fins al cop d'estat de 1930, el nomenament de Getúlio Vargas com a cap del govern provisional, la derogació de la Constitució i la clausura del Congrés Nacional.
L'era Vargas va destacar per un ferri control sobre les polítiques regionals i els estats van veure com se'ls retallava en gran manera l'autonomia política. La situació va agreujar-se principalment a São Paulo, el principal damnificat per la pèrdua de poder. Des de gener de 1932, s'hi van celebrar grans manifestacions contràries a Vargas, com la que va succeir el 25 de gener, amb uns cent mil assistents.

## Els fets
Una nova manifestació va ser convocada a São Paulo el 23 de maig. En aquesta ocasió, els participants van dirigir-se a la seu del Partit Popular Paulista, el principal valedor a l'estat de les polítiques recentralitzadores de Vargas. Els partidaris del PPP van defensar l'edifici disparant amb armes de foc i llençant explosius des d'una finestra.
Tres dels manifestants, Martins, Miragaia i Camargo, van morir balejats allà mateix, mentre que l'adolescent Dráusio Marcondes va fer-ho cinc dies després, a l'hospital. Un cinquè ferit, Orlando de Oliveira Alvarenga, va sobreviure fins al mes d'agost.

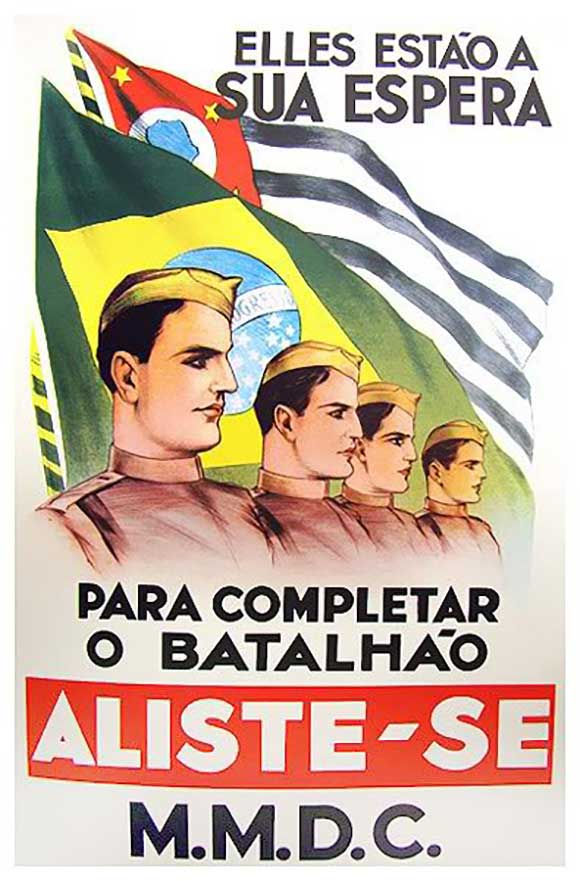
Cartell cridant a allistar-se a l'MMDC.

L'endemà, el succés va rebre una gran cobertura per part dels mitjans locals i es va crear un moviment semiclandestí que va ser batejat MMDC, emprant les inicials de Martins, Miragaia, Dráusio i Camargo. El seu objectiu era aglutinar el màxim de suport polític, sindical i civil, i preparar un pla que dugués a l'enderrocament del dictador. Quan el 9 de juliol va esclatar la Revolució Constitucionalista, l'MMDC va esdevenir una milícia que va destacar per la seva capacitat per allistar voluntaris, recaptar fons i coordinar l'enviament d'ajudes al front.

## Els màrtirs

### Mário Martins de Almeida
Va néixer el 1901 a São Miguel, en una família poderosa, terratinents i productors de cafè. Mário vivia a Sertãozinho, on també tenia negocis agrícoles, i aquell dia es trobava a la capital de l'estat visitant els seus pares.

### Euclides Miragaia
Havia nascut a São José dos Campos, l'any 1911. Treballava d'auxiliar en una notaria de São Paulo.

### Dráusio Marcondes de Sousa
Era el més jove de les víctimes, nascut el 1917. Era ajudant en la farmàcia regentada pel seu pare. Després del tiroteig del 23 de maig a la seu del PPP, Marcondes de Sousa va ser dut a l'hospital. Allà va pronunciar les següents paraules: «Estava destinat a aquest sacrifici. Si tingués mil vides, les donaria totes per la noble causa d'alliberar la terra que em va veure néixer». Va finar cinc dies després de la massacre, el 28 de maig.

### Antônio Américo Camargo de Andrade
Va néixer també el 1901, a la capital paulista, en el sí d'una família productora de cafè. Ell era casat i tenia tres fills.

### Orlando de Oliveira Alvarenga
Quan la revolució va esclatar el 9 de juliol, Oliveira Alvarenga continuava amb vida a l'hospital, motiu pel qual no se'l va considerar un dels màrtirs que inspiraren el moviment. Ja en el segle xxi, s'ha volgut fer honor a la figura de la cinquena víctima mortal del tiroteig, afegint una lletra més al moviment: MMDCA. Era mineiro, de Muzambinho, i treballava a São Paulo com a funcionari judicial. Estava casat i tenia un fill. Ell no participava de la manifestació, es trobava al carrer mentre tornava a casa caminant des de la feina. Va ser ferit a la columna i va morir el 12 d'agost, després de 81 dies hospitalitzat.

## Llegat

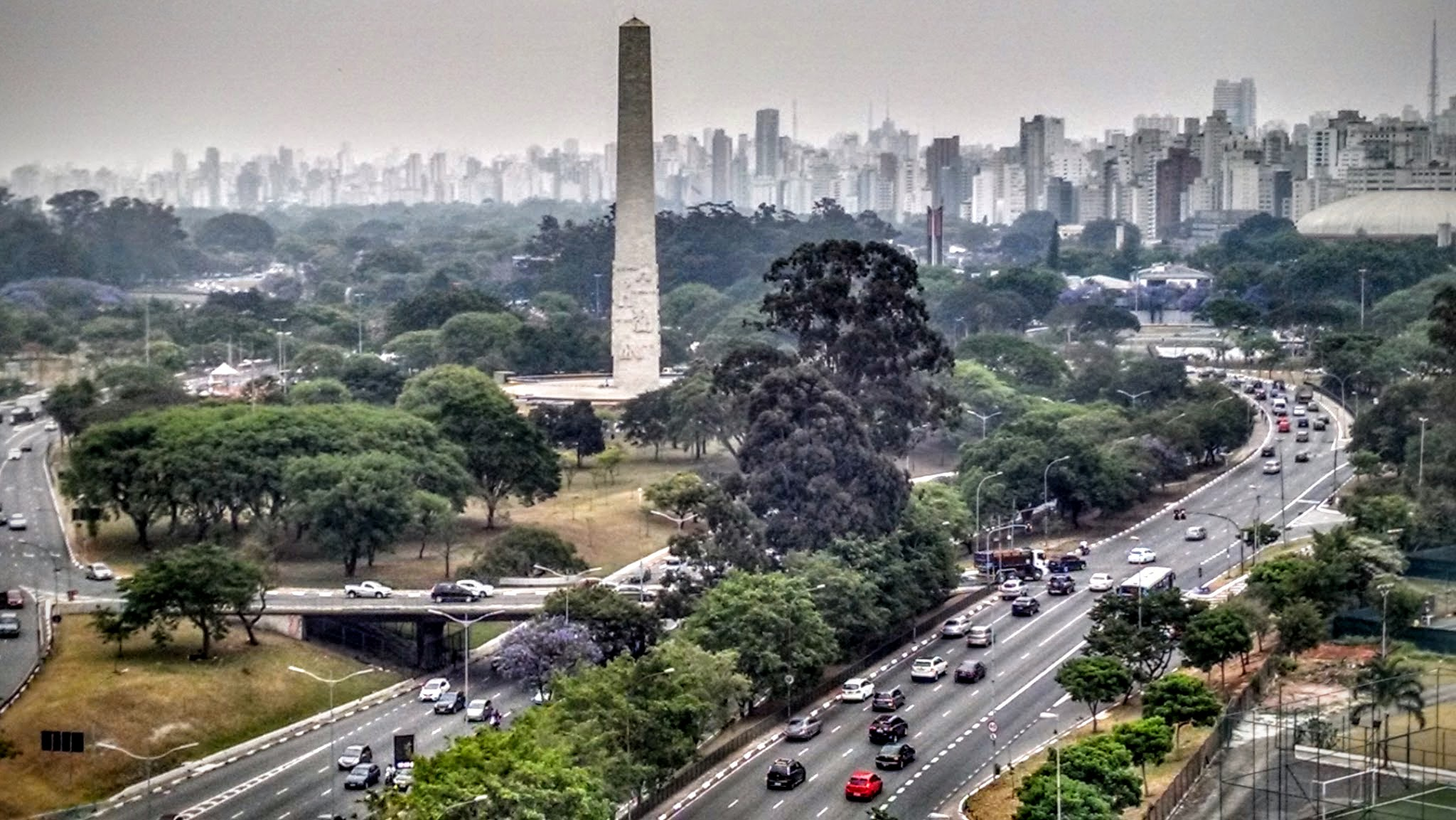
L'obelisc de São Paulo.

L'any 1955, es va construir al Parc d'Ibirapuera de São Paulo l'Obelisc Mausoleu als Herois del 32. Al seu interior, junt amb centenars de soldats caiguts en combat, descansen les restes dels quatre màrtirs.
Des de 1962, trentè aniversari de la Revolució, l'Estat de São Paulo atorga les medalles MMDC. Els receptors són escollits per l'associació de veterans del 32 i té com a objectiu homenatjar personalitats que hagin actuat en favor de la societat paulista.
L'any 2004, l'estat de São Paulo va instituir el Dia dels Herois MMDCA, que se celebra el 23 de maig, aniversari de la matança.
En virtut de la llei federal n. 12430 de 2011, Martins, Miragaia, Dráusio i Camargo van ser incorporats al Llibre dels Herois i Heroïnes de la Pàtria, un memorial situat al Panteó de la Pàtria i de la Llibertat Tancredo Neves de Brasília, on s'inscriuen el nom de personalitats destacades per la seva lluita en defensa dels valors o del territori brasiler. Orlando de Oliveira, no obstant, no va ser reconegut en aquest acte.